# Бейпорт (Нью-Йорк)
Бейпорт (англ. Bayport) — переписна місцевість (CDP) в США, в окрузі Саффолк штату Нью-Йорк. Населення — 8609 осіб (2020).

## Географія
Бейпорт розташований за координатами 40°44′46″ пн. ш. 73°3′23″ зх. д. / 40.74611° пн. ш. 73.05639° зх. д. (40.745984, -73.056388).  За даними Бюро перепису населення США в 2010 році переписна місцевість мала площу 9,83 км², з яких 9,63 км² — суходіл та 0,20 км² — водойми.

## Демографія
Згідно з переписом 2010 року, у переписній місцевості мешкало 8896 осіб у 3346 домогосподарствах у складі 2330 родин. Густота населення становила 905 осіб/км².  Було 3515 помешкань (358/км²).
Расовий склад населення:
| - 94,6 % — білих - 1,7 % — азіатів - 1,4 % — чорних або афроамериканців - 0,1 % — корінних американців - 1,0 % — осіб інших рас |

До двох чи більше рас належало 1,1 %. Частка іспаномовних становила 5,3 % від усіх жителів.
За віковим діапазоном населення розподілялося таким чином: 24,9 % — особи молодші 18 років, 60,1 % — особи у віці 18—64 років, 15,0 % — особи у віці 65 років та старші. Медіана віку мешканця становила 42,9 року. На 100 осіб жіночої статі у переписній місцевості припадало 92,2 чоловіків;  на 100 жінок у віці від 18 років та старших — 88,1 чоловіків також старших 18 років.
Середній дохід на одне домашнє господарство  становив 113 430 доларів США (медіана — 81 955), а середній дохід на одну сім'ю — 135 912 долари (медіана — 106 400). Медіана доходів становила 80 301 долар для чоловіків та 63 494 долари для жінок. За межею бідності перебувало 6,4 % осіб, у тому числі 10,2 % дітей у віці до 18 років та 4,8 % осіб у віці 65 років та старших.
Цивільне працевлаштоване населення становило 3848 осіб. Основні галузі зайнятості: освіта, охорона здоров'я та соціальна допомога — 26,2 %, роздрібна торгівля — 14,1 %, науковці, спеціалісти, менеджери — 8,9 %, будівництво — 8,6 %.